# M’Bahiakro
M'Bahiakro – miasto w Wybrzeżu Kości Słoniowej, w dystrykcie Lacs, w regionie Iffou, w departamencie M'Bahiakro.